# Буквуване
Буквуване (или чуждицата спелуване, от англ. spell, spelling) е система за произнасяне на отделни букви чрез цели думи, започващи с дадената буква при гласово общуване по комуникационен канал с ниско качество – изкривяване на сигнала, фонов шум и др.
Набора от думи, наричан фонетична азбука, се различава в различните езици и различните системи за буквуване. Обикновено думите са еднотипни, но почти винаги са съществителни: нарицателни, лични имена, географски обекти.

## Български системи
В България са разпространени две системи – с лични имена, и с имена на български градове. Много често се използва някаква смес от двете, в която точното съотношение зависи от използващия я.

### Българска система с градове
| - А – Айтос - Б – Бургас - В – Варна - Г – Габрово - Д – Димитровград/Добрич - Е – Елена - Ж – Жеравна - З – Златица - И – Ивайловград - Й - | - К – Карлово/Карнобат - Л – Ловеч - М – Монтана (Михайловград) - Н – Несебър - О – Оряхово - П – Пловдив - Р – Русе - С – София - Т – Троян - У – Угърчин | - Ф - - Х – Хасково - Ц – Царево - Ч – Челопеч - Ш – Шумен - Щ - - Ъ – „ер голям“ (не се буквува) - Ь – „ер малък“ (не се буквува) - Ю - - Я – Ямбол |  |

### Българска система с лични имена
| - А – Ангел - Б – Борислав - В – Велин - Г – Георги - Д – Димитър - Е – Елена - Ж – Живка - З – Златка - И – Иван - Й – Йордан | - К – Кирил - Л – Любомир - М – Мария - Н – Никола(й) - О – Огнян - П – Петър - Р – Радка - С – Стоян - Т – Тодор - У - | - Ф – Филип - Х – Христина - Ц – Цветан - Ч – Чавдар - Ш - - Щ - - Ъ – „ер голям“ (не се буквува) - Ь – „ер малък“ (не се буквува) - Ю – Юрий - Я – Яна |

## Чуждестранни системи
В различните страни и езици системите отразяват използваната азбука и особеностите на дадената култура.
- Международна фонетична азбука